# Гипоренат натрия
Гипоренат натрия — неорганическое соединение, соль металла натрия и гипорениевой кислоты с формулой NaReO3. При нормальных условиях представляет собой жёлтые кристаллы, реагирует с водой.

## Получение
- Прокаливание смеси оксида рения(IV), перрената натрия (NaReO4) и гидроксида натрия в вакууме при 700 °С.

## Физические свойства
Гипоренат натрия образует жёлтое твёрдое вещество.

## Химические свойства
- Окисляется на воздухе:

{\displaystyle {\mathsf {2NaReO_{3}+O_{2}\ {\xrightarrow {}}\ 2NaReO_{4}}}}
- Без доступа воды или кислот превращается в оксид рения(IV) и перренат натрия;
- Диспропорционирует на перренат натрия и ренат натрия (Na2ReO3) в отсутствие щелочей;
- Соединение хранят в водных или спиртовых растворах щелочей без доступа воздуха.